# 동파하리어
동파하리어는 북인도아리아어군의 하위 언어이다.

## 분류
- 네팔어
- 팔파어